# سامة للإنتاج والتوزيع الفني
سامة آرت انترناشيونال للإنتاج والتوزيع الفني بالإنجليزية (Sama Art International) هي شركة إنتاج تلفزيونية سورية لمالكها أديب خير متخصصة بإنتاج ودبلجة العديد من الأعمال السورية والعالمية.

## من أعمال الشركة
- القبضاي
- على مر الزمان
- فاطمة
- العشق الممنوع
- نور
- تالا
- لارا
- جسور الهوى - حب في الهند
- سيلا
- وتمضي الأيام
- ضيعة ضايعة (الجزء الأول، الثاني)
- أهل الغرام (الجزء الأول، الثاني)
- لعبة الموت
- ندى الأيام
- ما وراء الشمس
- فرصة ثانية
- مشوار عمري
- الصهر
- قدري بلا لون
- بانتظار الأمل
- نحو المجهول
- التوأمان
- الملكة و الملكة
- قلوب أنانية
- حياة قلبي
- مكانك في القلب هو القلب كله
- إيه جابك عند جارك
- صباح الخير يا جاري
- ابن الأصول
- خفايا القلوب
- رحلة لاكشمي
- أسميتها جودان
- اشتباه جريمة مومباي
- قصر الطاووس
- لحظة غدر
- السلطانة راضية
- الخائنة الجميلة
- نقطة على السطر
- أحبك و أكثر
- الجدار
- الجفاف
- لغز الجزيرة
- شو جابك عند جارك
- اسمي فرح
- اشتباه: جريمة مومباي
- بريق الأمل
- أبطال ليوكو المتطورون
- المبتدئون
- جومورا
- الصديقة الرائعة
- أنا أم
- غابة الوحوش

## وصلات خارجية
- الموقع الرسمي